# Andreas Polenski
Andreas Polenski (* 4. Juni 1966) ist ein ehemaliger deutscher Fußballspieler.

## Werdegang
Polenski spielte bei Hertha Zehlendorf, im Sommer 1988 wechselte er vom Berliner Verein Reinickendorfer Füchse zum Bundesliga-Aufsteiger FC St. Pauli. In der Fußball-Bundesliga kam er für die Hamburger nicht zum Einsatz.
1989 verließ Polenski den FC St. Pauli und bestritt in der Saison 1989/90 sechs Spiele in der 2. Fußball-Bundesliga für den SV Meppen. 1990 ging er nach Berlin zurück, stand 1990/91 im Aufgebot von Wacker Berlin und von 1991 bis Januar 1993 beim Spandauer SV. Ab Jahresbeginn 1993 bis zum Ende der Saison 1992/93 verstärkte Polenski die Sportfreunde Siegen, anschließend in der Spielzeit 1993/94 Preussen Krefeld. Hernach spielte er für Türkiyemspor Berlin, erneut für den Spandauer SV und dann für Schwarz-Weiß Düren.
Als Trainer war Polenski unter anderem an einem DFB-Stützpunkt, für den GSV Moers, für Ratingen 04/19 und im Nachwuchsbereich des KFC Uerdingen sowie des TSV Marl-Hüls tätig.